# 次回予告
次回予告（じかいよこく）は、テレビ・ラジオ番組において次回のエピソードを紹介する枠。時間については番組や放送方針によって異なる。一般的には次回に放送予定の映像を流しながらナレーターが内容を説明するのが基本である。
次回予告の映像が引き続き提供クレジット枠にも使われることも少なくない（テレビドラマにおいてはむしろ多い）。

## アニメ番組
テレビアニメ・OVA・Webオリジナルアニメの場合、通常の製作スケジュールではオンエア時には次回の映像が既に出来ているのでそれを次回予告の映像として流用することが可能である。しかし制作進行が遅れている作品についてはその限りではない。それ以外でもあえて次回分の映像が使われない作品も多く、一部の作品ではネタバレを避けるなどの理由で特定の回のみこの方式を採るパターンもある。
放送時間は15秒、もしくは30秒のケースが多い。後者においては予告を15秒程度に短縮して捻出された分で劇場版や視聴者プレゼントの告知・後番組などの番組宣伝（最終回間際に多い）に割り当てることもある。またテレビ放送版では尺の都合などで次回予告が流れず、Web配信版や映像ソフト版など各別媒体で追加される場合もある。
ナレーション
ナレーションは劇中の登場人物役の声優が担当することもあれば、専用のナレーションが担当することもある。
『名探偵コナン』・『ゾイドジェネシス』・『Fate/stay night（アニメ第1作）』などのように、BGMと登場人物の台詞だけを流してナレーションを入れない作品も散見される。ただし、この場合では大抵は次回のサブタイトルがナレーションで読み上げられる。
例外として『Angel Beats!』・『結城友奈は勇者である』・『青のオーケストラ』などでは、BGMと次回の台詞・サブタイトルのみをテロップで合わせると同時に流される形態になっている。
次回予告の位置
通常はエンディングテーマの後に次回予告を挿入する。近年のアニメはこのパターンが多いが、例外もある。
『装甲騎兵ボトムズ』・『ちびまる子ちゃん』・『吸血鬼すぐ死ぬ』などの次回予告はエンディングの前に挿入されている。『こちら葛飾区亀有公園前派出所』では初期（100話以前）はエンディングの前に次回予告があったが、後（101話以降）に順番が逆になった。
『宇宙戦艦ヤマト2』・『宇宙空母ブルーノア』・『機動新世紀ガンダムX』などではエンディング枠に次回予告を挿入していた（宇宙戦艦ヤマト2はフラッシュバック風に構成）。『学級王ヤマザキ』も一時期はエンディング枠に次回予告を挿入していた。
エンディングと次回予告の間にコマーシャルが挿入されるものもある（『ケロロ軍曹』第112話以降など）。
定型文句
ナレーションの中には定型文句で終わるものがある。代表的なものとして『サザエさん』の「来週もまた見てくださいね!」（特番などで間が開く時は「次回も～」）、『ドラえもん』（1979年版・2005年版）の「楽しみに待っててね!」、『ルパン三世 （TV第2シリーズ）』の「また会おうぜ!」などのオーソドックスなものから、ロボットアニメ『勇者ライディーン』の「フェード・イン!」や、『超電磁ロボ コン・バトラーV』の「レーッツ、コンバイン!」などの様に、搭乗コードや合体コードなどで終わるというのが多い。
また『天才バカボン』の「見ない奴は死刑なのだ!」（『元祖天才バカボン』では「見ないと逮捕なのだ!」）、『YAWARA!』の「見んとわし（猪熊滋悟郎）の○○（柔道技名）をお見舞いするぞ!」、『スレイヤーズ』の「見てくんないと暴れちゃうぞ!」、『コレクター・ユイ』の「見ないとごみ箱ポイポイのポイよ!」などの様に、「見ないと○○するぞ!」という脅し的な文句で終わるというのもある。
なおその定型文句は時として変わる事があり、例えば『絶対無敵ライジンオー』は常の「授業中でも出動OK!」の「授業中」の部分が、放送時期によって「夏休み」「冬休み」「最終回」と変更され、『ミスター味っ子』では、通常は味吉陽一が「おいしいよ!」と締めるのだが、第17回では山岡みつ子が「絶対おいしいんだから!」と締め（第18回はみつ子がメインになるため）、そして最終回前の第98回では陽一が「お楽しみに」と締めた。また『勇者エクスカイザー』では最終回近くになると、通常の「君んちにも宇宙人、居る?」が「ガイスター逮捕まであと○週!」に変更された。
会話
単なるナレーションではなく、登場人物同士の会話で次回の内容に触れる場合もある。『ローゼンメイデン』のように次回登場しないキャラクター同士による、客観的な事態の説明などという稀な事例もある。
次回予告にも関わらずその内容が今回の内容の補足で次回の内容に触れなかったりわずかに触れるだけなど、無関係な方向へ進むと後述のパロディになる。
テロップのみ
近年の深夜アニメを中心としたハイターゲット向け作品の場合、児童までの子供世代をその対象に含めることはほぼ無いため、その殆どがネタバレ防止の意味合いを兼ねて次回予告自体は1カットのみ使用とする場合や、次回の映像は一切使用せず、サブタイトルのテロップとナレーションのみで済ませるという簡略化された告知をすることが殆ど。同様の理由により、基から次回予告自体が制作されておらず、意図的に挿入されていない作品も一般的である。『転生したらスライムだった件』で大賢者が次回予告を担当するのもこのパターン。
これらの作品ではその代わりに本編Bパートの映像が少し長くなっている。公式ホームページやSNS・動画配信サイトに長尺版の次回予告がアップロードされる作品も少なくない。
OVAも含んだ1900年代の古い作品、子供向けアニメやファミリー・一般向けアニメでの実例は例外で、『ハイスクール!奇面組』の場合は放送フォーマットが他のテレビアニメに比べて長めとなっていた事もあり、エンディングクレジットの最後に次回タイトルを表示するだけであった。
短編アニメでも僅かながら実例があり、短い尺の都合上、大抵の作品はこの手法を採られている。
パロディ
先述の会話の派生系であり、次回の内容とはまったく関係のないパロディ（コント）を行うものもある。当該回の補足的なトークが主で、一部の人にしか分からないコアなネタを忍ばせたりすることもある。こちらも近年の深夜アニメを中心に行われているものであり、本編最後の部分に次回のサブタイトルを挿入（一部作品は読み上げも）する程度に留まっているため、次回予告の機能は一応果たしている。変わった所では『くじびきアンバランス（第2期）』の次回予告は、派生元の『げんしけん』のキャラクターが内容を論評する。
『鬼滅の刃』の場合、当該回の登場人物同士による当該回の総合的な評価をトーク形式でまとめるのが一般的なのだが、第2期「無限列車編」以降からジャンプ コミックス（JC）の巻末作品を中心とした一部の回では単行本書き下ろしのサブコミックである「キメツ学園」のアニメ化エピソードが次回予告そのものを借りる形で行われている。第1期「竈門炭治郎 立志編」のJC巻末作品は『中高一貫!! キメツ学園物語』という短編アニメとして別にアニメ化されていた。
その他
『ヱヴァンゲリヲン新劇場版』などのアニメーション映画や、テレビアニメの製作形態を採用した殆どのOVA作品に、アニメ作品を原作としたものか、デザインがアニメ調のパチンコ・パチスロ機種にも演出として次回予告が挿入されることがある。

## テレビドラマ
現在のテレビドラマの場合、収録済みの次回映像の一部を音声付きで流すのが一般的であり、予告専用のナレーションは挿入されないことが多い。
しかし、特撮テレビ番組などの児童向けドラマの場合、基本的に層を同じくするアニメーションのフォーマットを踏襲しており、アニメ同様に収録済みの次回映像にかぶせて劇中と同じナレーターによるナレーションが行なわれるのが一般的である。この形式は時代劇や昭和時代の刑事ドラマ、大映テレビ制作ドラマにも見られた。
その際、「〜にご期待ください」「〜をお楽しみに」という煽りで終わる場合が多いが、中には『超人機メタルダー』の「こいつはすごいぜ!」や『仮面ライダーBLACK RX』の「ぶっちぎるぜ!」などの様に定型文句で終わるものもあり、その定型文句も『世界忍者戦ジライヤ』では「鳥忍カラス天狗」（妖魔一族の下忍）による「みんな、見るでやんす!」、『地球戦隊ファイブマン』では「銀河商人ドンゴロス」（銀帝軍ゾーン幹部）による「来週も見ないと損やで!」の様に悪役が締めるというのがあり、『快傑ズバット』では、「ズバットの真似は危険ですから絶対にしないでね」と視聴者への警告で締めるという異色型だった。
但し例外もあり、例えば『キャプテンウルトラ』はオープニングのカラオケバージョンが流れるだけであったり､『人造人間キカイダー』第34・37回では新キャラ・ハカイダーを宣伝するために、挿入歌『ハカイダーのうた』を流すのみ、『秘密戦隊ゴレンジャー』中期は内容を紹介せず、視聴者へのなぞなぞで構成されたり、『ウルトラマンメビウス』の様にナレーターが存在しない番組ではドラマ同様に次回映像が音声付きで流れることがある。
一方で4コマ漫画を原作にした『チョコミミ』においては、原作の1話分の会話劇を予告映像に乗せていた。
なお、収録済みの映像であってもフィルム制作が主流だった時代の作品では、新たに必要なフィルムや焼き増しによる出費を避けるためNGテイクやOKテイクでも放送ではカットになった場面を予告用フィルムに転用していた事がある。また、本編と異なり保存状態が悪い場合も多く、『月光仮面』などの初期の特撮作品やジェリー＆シルヴィア・アンダーソン夫妻の作品の様な外国作品では次回予告が存在しないものや紛失したもの、映像が現存していてもテロップやナレーションの音声が散逸したものもある。

## バラエティ番組
バラエティ番組の場合、通常は概要の通りだが、一部ではまだ番組が続くように見せかけて、一番面白い部分を見せず、視聴者の好奇心を煽って、「この続きは次回のお楽しみ!」となることもある。
また『クイズ$ミリオネア』『VivaVivaV6』などといった、木村匡也がナレーションを務めた番組では、木村による「お暇なら見てねぇ!」や「お暇作って見てねぇ!」といった定型文句で締める事がある。
VOD版（見逃し配信・定期配信とも）は、配信開始段階で使用されている配信開始前映像の権利処理が準備段階としていることもあり、その部分がカットされ、製作者クレジットのみで誤魔化すことも珍しくない。

## 報道番組
- 『ニュースステーション』（テレビ朝日）で、エンディングコーナーに特集の予告が放送された。久米宏が「明日予定している特集です」とコメントした。
- 『プロ野球ニュース』（フジテレビ）ではシーズン中は翌日の試合日程、シーズンオフは翌日の放送内容を字幕とキャスターがコメントしていた。その後の『すぽると!』でも、平日のラスト5秒ほどで翌日の予告と関連映像を出している（土・日は一時期字幕だしとともにキャスターの生コメントがあった）。
- 『中央競馬ダイジェスト』（京都放送）は日曜日放送で「次週の出走予定馬」と題して次週の重賞競走に登録されている競走馬を競馬ブックトラックマンのコメントを交えて紹介する。

## ラジオ番組
ワイド番組の場合、通常はパーソナリティ・DJがエンディングで告知を行う。次回のコーナーやゲストなどの内容に加えて、メッセージ及びリクエストの募集も兼ねており、特に録音番組の場合、宛先やメッセージテーマも併せて伝えることが多い。生放送番組の場合、各コーナーにおける放送予定時刻も告知する。また、アーティストがパーソナリティの番組では新曲案内やコンサート・ライブ情報といったアーティストそのもののお知らせを合わせることが主で、新曲解禁直前の場合、その曲の初オンエアも告知する。
全国ネットにおけるテープネット番組の場合、番組外で別枠にて製作局ローカルで次回予告が放送されることがある（「テレフォン人生相談#制作局（ニッポン放送）での事前・次回予告」を参照）。